# Olle Ludvigsson
Olle Ludvigsson (født 28. oktober 1948) er siden 2009 svensk medlem af Europa-Parlamentet, valgt for Socialdemokraterne (Sverige) (indgår i parlamentsgruppen S&D).